# Eccellenza Lombardia 2024-2025
Il campionato italiano di calcio di Eccellenza regionale 2024-2025 è il trentaquattresimo organizzato in Italia. Rappresenta il quinto livello del calcio italiano.
Questi sono i gironi organizzati dal Comitato Regionale della regione Lombardia.

## Stagione

### Avvenimenti
A fronte delle quattro promozioni in Serie D, dalla stessa retrocedono cinque formazioni lombarde: Atletico Castegnato, Crema, Legnano, Ponte San Pietro e Tritium. Dalla Promozione salgono invece le sei vincenti dei gironi Codogno, Lentatese, Mariano, Rhodense, Valcalepio e Vighenzi, più il Luciano Manara vincitore della Coppa Italia Promozione Lombardia e quattro squadre dai play-off, in ordine di graduatoria Cellatica, Robbio, Cinisello e Ispra. In sede di iscrizione si registrano poi le rinunce della Vertovese e della neopromossa Vighenzi, in luogo delle quali vengono ripescate la Colognese e l'Alfonso Casati Arcore; infine il 30 luglio si liberano due ulteriori posti, grazie ai ripescaggi in Serie D di Crema e Ciliverghe, che vengono sostituiti da AlbinoGandino e Sedriano.
Il Comitato Regionale ha pubblicato i gironi lunedì 5 agosto 2024. Il giorno successivo è stata operata una immediata correzione, invertendo i raggruppamenti di Ponte San Pietro, spostato nel girone B, e Casazza che torna nel girone C. 
I calendari sono stati infine pubblicati il 22 agosto. 
Cambi di denominazione:
- l'AlbinoGandino S.S.D. cambia denominazione in Città di Albino S.S.D.;
- l'A.S.D. Calvairate cambia denominazione in Accademy Calvairate 1946;
- il F.C.D. Muggiò cambia denominazione in F.C.D. Fucina di Muggiò;
- l'U.S.D. Brianza Olginatese cambia denominazione in U.S.D. Olginatese 1968[6][7].

Fusioni:
- Bedizzolese, Sirmione e Vighenzi effettuano la fusione nel BSV Garda[8];
- Rovato e Vertovese effettuano la fusione nel Rovato Vertovese[9].

## Girone A

### Squadre partecipanti
| Club                                 | Città                   | Stadio                                   | Stagione precedente                                 |
| ------------------------------------ | ----------------------- | ---------------------------------------- | --------------------------------------------------- |
| A.C. Ardor Lazzate                   | Lazzate (MB)            | Centro sportivo Gianni Brera             | 4º posto in Eccellenza/A                            |
| A.S.D.C. Ba.Se. 96 Seveso            | Seveso (MB)             | Centro sportivo Enrico Colombo           | 11º posto in Eccellenza/A                           |
| S.C. Caronnese S.S.D. a r.l.         | Caronno Pertusella (VA) | Stadio comunale                          | 8º posto in Eccellenza/A                            |
| F.B.C. Casteggio 1898 A.S.D.         | Casteggio (PV)          | Stadio comunale                          | 9º posto in Eccellenza/A                            |
| F.C. Cinisello                       | Cinisello Balsamo (MI)  | Centro sportivo Gaetano Scirea           | 2º posto in Promozione/E, promosso dopo i play-off  |
| A.S.D. Ispra Calcio                  | Ispra (VA)              | Centro sportivo comunale                 | 4º posto in Promozione/A, promosso dopo i play-off  |
| A.C. Legnano S.S.D. a r.l.           | Legnano (MI)            | Stadio Giovanni Mari                     | 16º posto in Serie D/B, retrocesso dopo il play-out |
| A.C.D. Lentatese                     | Lentate sul Seveso (MB) | Centro sportivo comunale                 | 1º posto in Promozione/A, promossa                  |
| U.S.D. Mariano Calcio                | Mariano Comense (CO)    | Centro sportivo Gilberto Citterio        | 1º posto in Promozione/B, promosso                  |
| A.S.D. Meda 1913                     | Meda (MB)               | Stadio Mino Favini                       | 14º posto in Eccellenza/A, salvo dopo i play-out    |
| A.C. Pavia 1911 S.S.D. a r.l.        | Pavia                   | Stadio Pietro Fortunati                  | 3º posto in Eccellenza/A                            |
| F.C.D. Rhodense S.S.D. a r.l.        | Rho (MI)                | Stadio Luigi Panico                      | 1º posto in Promozione/F, promossa                  |
| A.S.D. Robbio Libertas               | Robbio (PV)             | Stadio comunale                          | 2º posto in Promozione/F, promosso dopo i play-off  |
| FBC Saronno Calcio 1910              | Saronno (VA)            | Stadio Emilio Colombo-Gaetano Gianetti   | 10º posto in Eccellenza/A                           |
| A.C.D. Sedriano                      | Sedriano (MI)           | Centro sportivo comunale                 | 3º posto in Promozione/F, ripescato                 |
| U.S. Sestese Calcio                  | Sesto Calende (VA)      | Centro sportivo Alfredo Milano           | 12º posto in Eccellenza/A                           |
| S.S.D. a r.l. Solbiatese Calcio 1911 | Solbiate Arno (VA)      | Stadio Felice Chinetti                   | 6º posto in Eccellenza/A                            |
| A.C. Vergiatese S.S.D.R.L.           | Vergiate (VA)           | Centro sportivo Tullio & Masetto Landoni | 16º posto in Eccellenza/A, salva dopo i play-out    |

### Classifica
|  | Pos. | Squadra       | Pt | G  | V  | N  | P  | GF | GS | DR  |
|  | ---- | ------------- | -- | -- | -- | -- | -- | -- | -- | --- |
|  | 1.   | Pavia         | 76 | 34 | 22 | 10 | 2  | 73 | 25 | +48 |
|  | 2.   | Solbiatese    | 75 | 34 | 22 | 9  | 3  | 70 | 22 | +48 |
|  | 3.   | Caronnese     | 74 | 34 | 21 | 11 | 2  | 60 | 25 | +35 |
|  | 4.   | Rhodense      | 66 | 34 | 20 | 6  | 8  | 61 | 34 | +27 |
|  | 5.   | Mariano       | 60 | 34 | 18 | 6  | 10 | 46 | 35 | +11 |
|  | 6.   | Ardor Lazzate | 59 | 34 | 16 | 11 | 7  | 60 | 35 | +25 |
|  | 7.   | Saronno       | 50 | 34 | 15 | 5  | 14 | 46 | 51 | -5  |
|  | 8.   | Sestese       | 44 | 34 | 12 | 8  | 14 | 43 | 42 | +1  |
|  | 9.   | Cinisello     | 40 | 34 | 9  | 13 | 12 | 35 | 44 | -9  |
|  | 10.  | Legnano       | 39 | 34 | 10 | 9  | 15 | 39 | 48 | -9  |
|  | 11.  | Lentatese     | 39 | 34 | 10 | 9  | 15 | 31 | 41 | -10 |
|  | 12.  | Vergiatese    | 38 | 34 | 11 | 5  | 18 | 31 | 48 | -17 |
|  | 13.  | Casteggio     | 37 | 34 | 9  | 10 | 15 | 34 | 41 | -7  |
|  | 14.  | Ispra         | 35 | 34 | 9  | 8  | 17 | 39 | 54 | -15 |
|  | 15.  | Sedriano      | 33 | 34 | 8  | 9  | 17 | 31 | 52 | -21 |
|  | 16.  | Meda          | 30 | 34 | 7  | 9  | 18 | 34 | 58 | -24 |
|  | 17.  | Robbio        | 25 | 34 | 6  | 7  | 21 | 19 | 59 | -40 |
|  | 18.  | Base 96       | 22 | 34 | 5  | 7  | 22 | 24 | 62 | -38 |

Legenda:
      Promossa in Serie D.
      Ammessa ai play-off nazionali.
 Ai play-off o ai play-out.
      Retrocessa in Promozione.
Note:
Tre punti a vittoria, uno a pareggio, zero a sconfitta.
In caso di arrivo di due o più squadre a pari punti, la graduatoria verrà stilata secondo la classifica avulsa tra le squadre interessate che prevede, in ordine, i seguenti criteri:
- Punti negli scontri diretti
- Differenza reti negli scontri diretti
- Differenza reti generale
- Reti realizzate in generale
- Sorteggio

### Risultati

#### Tabellone
|               | ARD  | BAS  | CAR  | CAS  | CIN  | ISP  | LEG  | LEN  | MAR  | MED  | PAV  | RHO  | ROB  | SAR  | SED  | SES  | SOL  | VER  |
| ------------- | ---- | ---- | ---- | ---- | ---- | ---- | ---- | ---- | ---- | ---- | ---- | ---- | ---- | ---- | ---- | ---- | ---- | ---- |
| Ardor Lazzate | –––– | 5-2  | 1-1  | 1-0  | 1-1  | 2-2  | 3-0  | 2-2  | 2-0  | 3-2  | 1-2  | 3-0  | 3-0  | 5-2  | 1-1  | 1-1  | 0-2  | 1-3  |
| Base 96       | 0-1  | –––– | 1-2  | 0-1  | 2-0  | 1-0  | 1-3  | 0-0  | 0-2  | 0-4  | 1-1  | 2-2  | 1-3  | 1-2  | 2-1  | 0-2  | 0-2  | 2-1  |
| Caronnese     | 0-0  | 2-1  | –––– | 1-0  | 4-0  | 3-3  | 2-1  | 2-1  | 2-1  | 3-0  | 2-0  | 1-0  | 3-1  | 4-1  | 4-1  | 2-2  | 0-2  | 3-0  |
| Casteggio     | 0-1  | 2-0  | 1-1  | –––– | 1-2  | 1-1  | 5-0  | 0-1  | 0-2  | 1-1  | 1-2  | 1-2  | 0-0  | 1-0  | 1-3  | 2-1  | 0-1  | 2-1  |
| Cinisello     | 1-2  | 0-0  | 0-0  | 0-2  | –––– | 3-1  | 2-2  | 0-1  | 1-1  | 2-1  | 1-4  | 2-1  | 3-0  | 0-1  | 1-1  | 1-1  | 1-1  | 2-1  |
| Ispra         | 1-0  | 5-1  | 0-3  | 2-2  | 1-0  | –––– | 3-1  | 1-2  | 0-1  | 1-1  | 0-1  | 1-0  | 0-1  | 1-0  | 2-3  | 1-2  | 0-0  | 1-2  |
| Legnano       | 0-0  | 2-0  | 0-1  | 1-1  | 0-0  | 1-4  | –––– | 1-1  | 1-0  | 0-1  | 0-2  | 1-2  | 3-0  | 2-2  | 2-0  | 0-1  | 3-2  | 3-0  |
| Lentatese     | 0-2  | 2-0  | 0-1  | 3-3  | 0-1  | 0-0  | 0-1  | –––– | 0-2  | 1-1  | 1-2  | 1-3  | 1-0  | 1-2  | 1-1  | 2-1  | 1-2  | 1-0  |
| Mariano       | 1-1  | 3-1  | 1-1  | 1-2  | 1-0  | 2-1  | 1-1  | 2-1  | –––– | 2-1  | 1-2  | 0-2  | 3-0  | 3-1  | 2-1  | 1-0  | 2-1  | 1-0  |
| Meda          | 1-4  | 1-2  | 0-2  | 2-0  | 1-1  | 1-1  | 0-2  | 0-2  | 1-1  | –––– | 1-3  | 0-5  | 1-0  | 2-1  | 3-0  | 0-2  | 0-3  | 3-0  |
| Pavia         | 0-0  | 5-0  | 1-1  | 5-0  | 2-1  | 5-2  | 1-1  | 2-0  | 2-0  | 2-2  | –––– | 0-0  | 4-0  | 3-0  | 0-0  | 4-0  | 1-1  | 2-1  |
| Rhodense      | 2-5  | 2-1  | 1-3  | 2-0  | 2-0  | 4-0  | 4-3  | 1-1  | 1-0  | 1-1  | 1-0  | –––– | 4-1  | 0-1  | 2-0  | 3-2  | 2-0  | 0-1  |
| Robbio        | 0-1  | 0-0  | 1-1  | 1-0  | 1-1  | 1-3  | 1-2  | 0-0  | 0-3  | 2-0  | 0-4  | 0-2  | –––– | 1-3  | 1-0  | 1-0  | 0-1  | 1-1  |
| Saronno       | 1-1  | 1-0  | 0-2  | 1-1  | 3-3  | 2-0  | 2-1  | 3-1  | 0-0  | 3-1  | 1-2  | 0-1  | 3-2  | –––– | 1-0  | 0-1  | 2-3  | 2-1  |
| Sedriano      | 2-5  | 1-1  | 0-1  | 1-0  | 0-3  | 0-1  | 1-1  | 0-1  | 2-3  | 3-0  | 1-1  | 1-1  | 1-0  | 1-0  | –––– | 1-0  | 0-0  | 2-3  |
| Sestese       | 2-1  | 3-1  | 2-2  | 0-0  | 0-1  | 3-0  | 1-0  | 0-1  | 0-3  | 2-1  | 1-2  | 0-4  | 0-0  | 1-2  | 6-0  | –––– | 1-1  | 2-3  |
| Solbiatese    | 2-1  | 1-0  | 2-0  | 1-1  | 5-1  | 4-0  | 3-0  | 3-0  | 4-0  | 3-0  | 2-2  | 1-1  | 4-0  | 5-1  | 2-1  | 1-1  | –––– | 1-0  |
| Vergiatese    | 1-0  | 0-0  | 0-0  | 0-2  | 0-0  | 1-0  | 1-0  | 2-1  | 3-0  | 0-0  | 1-4  | 1-3  | 3-0  | 0-2  | 0-1  | 0-2  | 0-4  | –––– |

### Spareggi

#### Play-off
|  | Semifinali | Semifinali | Semifinali |           |   | Finale | Finale | Finale |  |
|  |            |            |            |           |   |        |        |        |  |
|  | 2          | Solbiatese |            |           |   |        |        |        |  |
|  | 2          | Solbiatese |            |           |   |        |        |        |  |
|  | 5          |            |            |           |   |        |        |        |  |
|  |            | 2          | Solbiatese | 0         |   |        |        |        |  |
|  |            |            |            | 0         |   |        |        |        |  |
|  |            |            | 3          | Caronnese | 2 |        |        |        |  |
|  | 3          | Caronnese  | 3          | Caronnese | 2 | 1      |        |        |  |
|  | 3          | Caronnese  |            |           |   |        |        |        |  |
|  | 4          | Rhodense   | 1          |           |   |        |        |        |  |

##### Semifinali
|           | Risultati |          | Luogo e data                       |
| --------- | --------- | -------- | ---------------------------------- |
| Caronnese | 1-1       | Rhodense | Caronno Pertusella, 11 maggio 2025 |

La Solbiatese è ammessa direttamente alla finale play-off per distacco superiore a 9 punti nei confronti del Mariano.

##### Finale
|            | Risultati |           | Luogo e data                  |
| ---------- | --------- | --------- | ----------------------------- |
| Solbiatese | 0-2       | Caronnese | Solbiate Arno, 18 maggio 2025 |

#### Play-out
|          | Risultati |          | Luogo e data             |
| -------- | --------- | -------- | ------------------------ |
| Sedriano | 0-1       | Ispra    | Sedriano, 11 maggio 2025 |
| Ispra    | 0-2       | Sedriano | Ispra, 18 maggio 2025    |

Il Meda è retrocesso direttamente per distacco superiore a 6 punti nei confronti del Casteggio.

## Girone B

### Squadre partecipanti
| Club                                | Città                      | Stadio                                 | Stagione precedente                                                                       |
| ----------------------------------- | -------------------------- | -------------------------------------- | ----------------------------------------------------------------------------------------- |
| U.S. Alfonso Casati Calcio Arcore   | Arcore (MB)                | Centro sportivo comunale               | 4º posto in Promozione/B, ripescata                                                       |
| A.S.D. Altabrianza Tavernerio A.    | Tavernerio (CO)            | Campo sportivo San Miro (Canzo)        | 4º posto in Eccellenza/B                                                                  |
| G.S.D. Arcellasco Città di Erba     | Erba (CO)                  | Centro sportivo Lambrone               | 16º posto in Eccellenza/B, salvo dopo i play-out                                          |
| Accademy Calvairate 1946            | Milano (Calvairate)        | Centro sportivo Don Giussani (Segrate) | 7º posto in Eccellenza/A                                                                  |
| U.S.D. Cisanese                     | Cisano Bergamasco (BG)     | Centro sportivo comunale               | 7º posto in Eccellenza/B                                                                  |
| A.S.D. R.C. Codogno 1908            | Codogno (LO)               | Stadio Fratelli Molinari               | 1º posto in Promozione/E, promosso                                                        |
| S.S.D. a r.l. Colognese             | Cologno al Serio (BG)      | Centro sportivo Giacinto Facchetti     | 2º posto in Promozione/C, ripescata                                                       |
| F.C.D. Fucina di Muggiò             | Muggiò (MB)                | Stadio Superga 1949                    | 10º posto in Eccellenza/B                                                                 |
| A.S.D. Lemine Almenno Calcio        | Almenno San Salvatore (BG) | Centro sportivo Fratelli Pedretti      | 8º posto in Eccellenza/B                                                                  |
| A.C. Leon S.S.D. a r.l.             | Lesmo e Vimercate (MB)     | Leon Arena (Vimercate)                 | 3º posto in Eccellenza/B                                                                  |
| S.S. Luciano Manara                 | Barzanò (LC)               | Centro sportivo Figliodoni             | 2º posto in Promozione/B, promosso come vincitore della Coppa Italia Promozione Lombardia |
| S.S.D. Mapello a r.l.               | Mapello (BG)               | Centro sportivo comunale               | 2º posto in Eccellenza/B                                                                  |
| Football C. Milanese 1902           | San Donato Milanese (MI)   | Campo sportivo Gianpiero Squeri        | 5º posto in Eccellenza/A                                                                  |
| U.S.D. Olginatese                   | Olginate (LC)              | Stadio comunale                        | 14º posto in Eccellenza/B, salva dopo i play-out                                          |
| A.C. Ponte San Pietro S.S.D. a r.l. | Ponte San Pietro (BG)      | Stadio Matteo Legler                   | 20º posto in Serie D/B, retrocesso                                                        |
| C.S. Trevigliese A.S.D.             | Treviglio (BG)             | Stadio Mario Zanconti                  | 5º posto in Eccellenza/B                                                                  |
| U.S.D. Tribiano                     | Tribiano (MI)              | Centro sportivo Livio Pisati           | 9º posto in Eccellenza/B                                                                  |
| S.S.D. Tritium Calcio 1908 a r.l.   | Trezzo sull'Adda (MI)      | Stadio La Rocca                        | 19º posto in Serie D/B, retrocessa                                                        |

### Classifica
|  | Pos. | Squadra                | Pt | G  | V  | N  | P  | GF | GS | DR  |
|  | ---- | ---------------------- | -- | -- | -- | -- | -- | -- | -- | --- |
|  | 1.   | Mapello                | 68 | 34 | 21 | 5  | 8  | 69 | 40 | +29 |
|  | 2.   | Leon                   | 66 | 34 | 20 | 6  | 8  | 82 | 51 | +31 |
|  | 3.   | Cisanese               | 65 | 34 | 18 | 11 | 5  | 48 | 28 | +20 |
|  | 4.   | Trevigliese            | 59 | 34 | 17 | 8  | 9  | 54 | 34 | +20 |
|  | 5.   | Codogno                | 58 | 34 | 15 | 13 | 6  | 46 | 29 | +17 |
|  | 6.   | Ponte San Pietro       | 53 | 34 | 15 | 8  | 11 | 52 | 38 | +14 |
|  | 7.   | Calvairate             | 52 | 34 | 15 | 7  | 12 | 61 | 42 | +19 |
|  | 8.   | Arcellasco             | 49 | 34 | 14 | 7  | 13 | 52 | 58 | -6  |
|  | 9.   | Altabrianza Tavernerio | 47 | 34 | 12 | 11 | 11 | 46 | 55 | -9  |
|  | 10.  | Lemine Almenno         | 45 | 34 | 12 | 9  | 13 | 47 | 43 | +4  |
|  | 11.  | Tribiano               | 45 | 34 | 13 | 6  | 15 | 59 | 57 | +2  |
|  | 12.  | Tritium                | 43 | 34 | 11 | 10 | 13 | 44 | 43 | +1  |
|  | 13.  | Colognese              | 40 | 34 | 10 | 10 | 14 | 43 | 50 | -7  |
|  | 14.  | Fucina                 | 39 | 34 | 10 | 9  | 15 | 48 | 57 | -9  |
|  | 15.  | Olginatese             | 37 | 34 | 9  | 10 | 15 | 36 | 40 | -4  |
|  | 16.  | Milanese               | 31 | 34 | 8  | 7  | 19 | 32 | 81 | -49 |
|  | 17.  | Luciano Manara         | 23 | 34 | 5  | 8  | 21 | 35 | 76 | -41 |
|  | 18.  | Casati Arcore          | 23 | 34 | 6  | 5  | 23 | 36 | 68 | -32 |

Legenda:
      Promossa in Serie D.
      Ammessa ai play-off nazionali.
 Ai play-off o ai play-out.
      Retrocessa in Promozione.
Note:
Tre punti a vittoria, uno a pareggio, zero a sconfitta.
La Trevigliese annette poi per fusione il Mapello, acquisendone la promozione.
In caso di arrivo di due o più squadre a pari punti, la graduatoria verrà stilata secondo la classifica avulsa tra le squadre interessate che prevede, in ordine, i seguenti criteri:
- Punti negli scontri diretti
- Differenza reti negli scontri diretti
- Differenza reti generale
- Reti realizzate in generale
- Sorteggio

### Risultati

#### Tabellone
|                  | ALT  | ARC  | CAL  | CAS  | CIS  | COD  | COL  | FUC  | LEM  | LEO  | LMA  | MAP  | MIL  | OLG  | PSP  | TRE  | TRB  | TRI  |
| ---------------- | ---- | ---- | ---- | ---- | ---- | ---- | ---- | ---- | ---- | ---- | ---- | ---- | ---- | ---- | ---- | ---- | ---- | ---- |
| Altabrianza      | –––– | 0-1  | 0-3  | 1-2  | 3-1  | 1-1  | 0-0  | 2-0  | 2-1  | 0-3  | 3-2  | 1-1  | 3-0  | 2-1  | 0-1  | 4-4  | 1-1  | 1-0  |
| Arcellasco       | 2-1  | –––– | 2-1  | 4-1  | 1-1  | 0-0  | 2-1  | 1-1  | 0-0  | 5-2  | 4-1  | 4-2  | 4-1  | 0-2  | 1-4  | 1-6  | 0-4  | 3-1  |
| Calvairate       | 6-0  | 3-0  | –––– | 1-0  | 0-0  | 4-2  | 5-2  | 1-1  | 3-2  | 0-1  | 4-2  | 0-2  | 1-1  | 0-2  | 0-0  | 3-4  | 2-1  | 2-0  |
| Casati Arcore    | 1-2  | 2-0  | 0-2  | –––– | 1-1  | 1-2  | 3-4  | 1-6  | 2-3  | 1-2  | 1-1  | 0-3  | 1-1  | 1-2  | 2-1  | 0-1  | 2-0  | 2-3  |
| Cisanese         | 3-0  | 2-1  | 2-0  | 2-0  | –––– | 1-1  | 0-0  | 0-3  | 2-1  | 3-2  | 1-2  | 3-1  | 2-0  | 0-0  | 1-0  | 1-0  | 2-3  | 2-0  |
| Codogno          | 2-0  | 0-2  | 1-0  | 1-0  | 0-0  | –––– | 2-1  | 1-1  | 2-0  | 1-1  | 5-1  | 3-2  | 4-0  | 0-0  | 1-1  | 1-1  | 0-0  | 0-0  |
| Colognese        | 2-2  | 0-0  | 1-2  | 1-0  | 0-1  | 2-0  | –––– | 3-2  | 1-1  | 2-3  | 0-0  | 0-0  | 3-0  | 0-2  | 3-2  | 1-3  | 1-2  | 1-0  |
| Fucina           | 1-2  | 3-3  | 2-0  | 2-0  | 1-3  | 0-3  | 1-1  | –––– | 2-4  | 2-1  | 0-0  | 0-2  | 3-0  | 0-0  | 2-1  | 0-1  | 4-3  | 1-2  |
| Lemine Almenno   | 3-4  | 0-0  | 3-2  | 0-1  | 1-1  | 0-0  | 1-2  | 2-0  | –––– | 2-3  | 2-0  | 1-2  | 1-2  | 3-0  | 2-0  | 1-0  | 0-0  | 0-1  |
| Leon             | 1-1  | 2-1  | 4-0  | 3-0  | 0-2  | 1-3  | 3-1  | 5-1  | 4-2  | –––– | 4-0  | 5-2  | 3-3  | 4-0  | 3-3  | 2-0  | 2-1  | 3-2  |
| Luciano Manara   | 0-2  | 3-2  | 1-2  | 3-2  | 1-1  | 1-3  | 3-2  | 2-3  | 0-1  | 1-1  | –––– | 0-3  | 0-3  | 3-1  | 0-1  | 2-2  | 0-2  | 1-1  |
| Mapello          | 4-0  | 3-0  | 2-1  | 3-2  | 3-0  | 1-2  | 2-1  | 4-0  | 2-2  | 1-2  | 1-1  | –––– | 5-1  | 2-1  | 2-0  | 1-3  | 2-2  | 3-1  |
| Milanese         | 1-1  | 1-0  | 0-7  | 1-2  | 0-2  | 0-3  | 2-0  | 2-1  | 0-0  | 0-5  | 2-1  | 0-1  | –––– | 2-1  | 0-4  | 0-3  | 1-3  | 2-2  |
| Olginatese       | 1-1  | 1-2  | 3-2  | 1-1  | 0-0  | 1-0  | 1-2  | 1-1  | 0-1  | 2-2  | 2-0  | 1-3  | 5-0  | –––– | 1-2  | 1-2  | 0-1  | 1-1  |
| Ponte San Pietro | 0-2  | 4-2  | 0-0  | 1-1  | 0-1  | 3-0  | 1-1  | 2-1  | 0-1  | 2-1  | 4-1  | 0-1  | 3-1  | 1-0  | –––– | 2-1  | 3-0  | 3-1  |
| Trevigliese      | 1-1  | 0-1  | 0-0  | 3-1  | 1-3  | 2-0  | 0-0  | 0-1  | 2-2  | 3-1  | 3-0  | 0-1  | 0-1  | 1-0  | 2-2  | –––– | 2-0  | 1-0  |
| Tribiano         | 4-2  | 2-3  | 0-3  | 4-1  | 2-4  | 1-1  | 2-3  | 1-1  | 1-3  | 4-2  | 5-1  | 0-1  | 5-2  | 0-2  | 2-0  | 0-1  | –––– | 2-5  |
| Tritium          | 1-1  | 3-0  | 1-1  | 3-1  | 0-0  | 0-1  | 2-1  | 3-1  | 2-1  | 0-1  | 3-1  | 3-1  | 2-2  | 0-0  | 1-1  | 0-1  | 0-1  | –––– |

### Spareggi

#### Play-off
|  | Semifinali | Semifinali  | Semifinali |             |   | Finale | Finale | Finale |  |
|  |            |             |            |             |   |        |        |        |  |
|  | 2          | Leon        | 1          |             |   |        |        |        |  |
|  | 2          | Leon        | 1          |             |   |        |        |        |  |
|  | 5          | Codogno     | 0          |             |   |        |        |        |  |
|  | 5          | Codogno     | 0          |             | 2 | Leon   | 4      |        |  |
|  |            |             |            |             | 2 | Leon   | 4      |        |  |
|  |            |             | 4          | Trevigliese | 2 |        |        |        |  |
|  | 3          | Cisanese    | 4          | Trevigliese | 2 | 0      |        |        |  |
|  | 3          | Cisanese    |            |             |   |        |        |        |  |
|  | 4          | Trevigliese | 1          |             |   |        |        |        |  |

##### Semifinali
|          | Risultati |             | Luogo e data                      |
| -------- | --------- | ----------- | --------------------------------- |
| Leon     | 1-0       | Codogno     | Vimercate, 11 maggio 2025         |
| Cisanese | 0-1       | Trevigliese | Cisano Bergamasco, 11 maggio 2025 |

##### Finale
|      | Risultati |             | Luogo e data              |
| ---- | --------- | ----------- | ------------------------- |
| Leon | 4-2       | Trevigliese | Vimercate, 18 maggio 2025 |

#### Play-out
|            | Risultati |            | Luogo e data             |
| ---------- | --------- | ---------- | ------------------------ |
| Olginatese | 1-1       | Fucina     | Olginate, 18 maggio 2025 |
| Fucina     | 0-0       | Olginatese | Muggiò, 25 maggio 2025   |

La Milanese è retrocessa direttamente per distacco superiore a 6 punti nei confronti della Colognese.

## Girone C

### Squadre partecipanti
| Club                            | Città                                         | Stadio                                        | Stagione precedente                                |
| ------------------------------- | --------------------------------------------- | --------------------------------------------- | -------------------------------------------------- |
| A.S.D. Atletico Castegnato      | Castegnato (BS)                               | Stadio comunale                               | 16º posto in Serie D/C, retrocesso dopo i play-out |
| A.S.D. BSV Garda                | Bedizzole, Padenghe sul Garda e Sirmione (BS) | Campo sportivo Gian Pietro Siboni (Bedizzole) | 12º posto in Eccellenza/C                          |
| F.C. Carpenedolo S.S.D. s.r.l   | Carpenedolo (BS)                              | Stadio Mundial '82                            | 8º posto in Eccellenza/C                           |
| S.S.D. a r.l. Sport Casazza     | Casazza (BG)                                  | Centro sportivo comunale                      | 9º posto in Eccellenza/C                           |
| A.C. Castellana C.G. S.S.D.     | Castel Goffredo (MN)                          | Centro sportivo comunale                      | 10º posto in Eccellenza/C                          |
| F.C. Castiglione A.S.D.         | Castiglione delle Stiviere (MN)               | Stadio Ugo Lusetti                            | 11º posto in Eccellenza/C                          |
| A.S.D. CazzagoBornato Calcio    | Bornato di Cazzago San Martino (BS)           | Campo sportivo comunale                       | 13º posto in Eccellenza/C                          |
| A.S.D. Cellatica                | Cellatica (BS)                                | Centro sportivo comunale                      | 2º posto in Promozione/D, promosso dopo i play-off |
| Città di Albino S.S.D a r.l.    | Albino (BG)                                   | Centro sportivo Falco                         | 3º posto in Promozione/C, ripescato                |
| U.S. Darfo Boario s.r.l. S.S.D. | Darfo Boario Terme (BS)                       | Stadio comunale                               | 14º posto in Eccellenza/C                          |
| A.S.D. Juvenes Pradalunghese    | Pradalunga (BG)                               | Campo sportivo comunale (Casnigo)             | 6º posto in Eccellenza/C                           |
| U.S. Offanenghese A.S.D.        | Offanengo (CR)                                | Campo sportivo Nuovo Comunale                 | 6º posto in Eccellenza/B                           |
| A.S.D. Orceana Calcio           | Orzinuovi (BS)                                | Centro sportivo comunale                      | 5º posto in Eccellenza/C                           |
| Rovato Vertovese S.S.D. a r.l.  | Rovato (BS) e Vertova (BG)                    | Stadio Giovanni Battista Maffeis (Rovato)     | 3º posto in Eccellenza/C                           |
| U.S.D. Scanzorosciate Calcio    | Scanzorosciate (BG)                           | Campo sportivo comunale                       | 7º posto in Eccellenza/C                           |
| U.S.D. Soncinese                | Soncino (CR)                                  | Campo sportivo comunale                       | 11º posto in Eccellenza/B                          |
| U.S. Soresinese A.S.D.          | Soresina (CR)                                 | Stadio Civico                                 | 12º posto in Eccellenza/B                          |
| S.S.D. Valcalepio F.C. a r.l.   | Castelli Calepio (BG)                         | Centro sportivo comunale (Cividino)           | 1º posto in Promozione/C, promosso                 |

### Classifica
|  | Pos. | Squadra               | Pt | G  | V  | N  | P  | GF | GS | DR  |
|  | ---- | --------------------- | -- | -- | -- | -- | -- | -- | -- | --- |
|  | 1.   | Rovato Vertovese      | 75 | 34 | 22 | 9  | 3  | 65 | 24 | +41 |
|  | 2.   | Scanzorosciate        | 74 | 34 | 22 | 8  | 4  | 57 | 23 | +34 |
|  | 3.   | Carpenedolo           | 63 | 34 | 17 | 9  | 7  | 62 | 33 | +29 |
|  | 4.   | Offanenghese          | 63 | 34 | 18 | 9  | 7  | 51 | 26 | +25 |
|  | 5.   | Juvenes Pradalunghese | 56 | 34 | 15 | 11 | 8  | 36 | 25 | +11 |
|  | 6.   | Orceana               | 53 | 34 | 15 | 8  | 11 | 47 | 44 | +3  |
|  | 7.   | Castellana            | 53 | 34 | 14 | 11 | 9  | 49 | 34 | +15 |
|  | 8.   | Soncinese             | 49 | 34 | 14 | 7  | 13 | 45 | 39 | +6  |
|  | 9.   | BSV Garda             | 48 | 34 | 13 | 9  | 12 | 44 | 40 | +4  |
|  | 10.  | CazzagoBornato        | 45 | 34 | 12 | 9  | 13 | 47 | 55 | -8  |
|  | 11.  | Cellatica             | 44 | 34 | 12 | 8  | 14 | 37 | 53 | -16 |
|  | 12.  | Città di Albino       | 43 | 34 | 12 | 7  | 15 | 40 | 50 | -10 |
|  | 13.  | Darfo Boario          | 42 | 34 | 10 | 12 | 12 | 54 | 48 | +6  |
|  | 14.  | Castiglione           | 41 | 34 | 12 | 5  | 17 | 43 | 52 | -9  |
|  | 15.  | Valcalepio            | 30 | 34 | 6  | 12 | 16 | 30 | 51 | -21 |
|  | 16.  | Soresinese            | 28 | 34 | 8  | 4  | 22 | 23 | 49 | -26 |
|  | 17.  | Casazza               | 19 | 34 | 4  | 7  | 23 | 24 | 71 | -47 |
|  | 18.  | Atletico Castegnato   | 17 | 34 | 4  | 5  | 25 | 30 | 67 | -37 |

Legenda:
      Promossa in Serie D.
      Ammessa ai play-off nazionali.
 Ai play-off o ai play-out.
      Retrocessa in Promozione.
Note:
Tre punti a vittoria, uno a pareggio, zero a sconfitta.
In caso di arrivo di due o più squadre a pari punti, la graduatoria verrà stilata secondo la classifica avulsa tra le squadre interessate che prevede, in ordine, i seguenti criteri:
- Punti negli scontri diretti
- Differenza reti negli scontri diretti
- Differenza reti generale
- Reti realizzate in generale
- Sorteggio

### Risultati

#### Tabellone
|                       | ATL  | BSV  | CAR  | CAS  | CCG  | CGL  | CAZ  | CEL  | CDA  | DAR  | JPR  | OFF  | ORC  | ROV  | SCA  | SON  | SOR  | VAL  |
| --------------------- | ---- | ---- | ---- | ---- | ---- | ---- | ---- | ---- | ---- | ---- | ---- | ---- | ---- | ---- | ---- | ---- | ---- | ---- |
| Atletico Castegnato   | –––– | 0-1  | 1-2  | 3-0  | 0-4  | 2-1  | 1-2  | 0-2  | 0-4  | 0-2  | 0-1  | 0-5  | 1-4  | 0-1  | 1-2  | 0-1  | 0-1  | 0-1  |
| BSV Garda             | 2-2  | –––– | 1-2  | 2-0  | 0-0  | 4-1  | 1-0  | 0-2  | 5-2  | 1-0  | 2-0  | 0-1  | 0-0  | 1-4  | 1-1  | 0-2  | 1-1  | 1-1  |
| Carpenedolo           | 3-0  | 2-0  | –––– | 4-0  | 2-3  | 2-1  | 6-1  | 1-0  | 2-4  | 1-1  | 1-0  | 1-1  | 2-4  | 1-1  | 0-0  | 0-0  | 2-0  | 4-0  |
| Casazza               | 2-2  | 1-3  | 0-5  | –––– | 0-2  | 1-2  | 1-1  | 0-2  | 1-1  | 1-1  | 0-1  | 1-2  | 0-1  | 0-2  | 1-1  | 2-1  | 2-3  | 2-2  |
| Castellana            | 1-0  | 0-3  | 1-1  | 3-0  | –––– | 2-2  | 1-0  | 4-0  | 2-1  | 0-0  | 2-2  | 0-0  | 2-3  | 2-2  | 0-1  | 1-1  | 4-1  | 3-2  |
| Castiglione           | 1-0  | 0-2  | 1-2  | 2-1  | 0-2  | –––– | 1-3  | 6-0  | 2-1  | 3-1  | 0-2  | 0-1  | 2-0  | 0-1  | 1-2  | 2-1  | 1-0  | 4-3  |
| CazzagoBornato        | 2-2  | 2-3  | 2-1  | 3-1  | 0-1  | 2-4  | –––– | 2-2  | 1-2  | 3-2  | 1-1  | 0-5  | 1-0  | 1-2  | 0-2  | 0-2  | 1-0  | 1-2  |
| Cellatica             | 3-2  | 1-1  | 0-2  | 4-0  | 1-0  | 1-1  | 1-3  | –––– | 1-1  | 1-1  | 1-0  | 0-1  | 1-2  | 0-4  | 2-4  | 4-2  | 1-1  | 1-0  |
| Città di Albino       | 1-1  | 2-2  | 2-3  | 2-1  | 1-0  | 1-1  | 1-4  | 0-2  | –––– | 2-1  | 1-0  | 1-4  | 2-1  | 0-1  | 0-0  | 1-0  | 0-2  | 2-0  |
| Darfo Boario          | 3-2  | 2-1  | 1-1  | 5-0  | 0-2  | 1-2  | 1-2  | 0-0  | 1-1  | –––– | 3-3  | 1-1  | 2-1  | 2-2  | 1-4  | 1-1  | 4-0  | 1-0  |
| Juvenes Pradalunghese | 1-0  | 3-1  | 0-0  | 1-0  | 0-0  | 1-1  | 2-3  | 3-0  | 1-0  | 2-1  | –––– | 1-0  | 0-0  | 0-0  | 0-2  | 1-3  | 1-0  | 1-1  |
| Offanenghese          | 3-2  | 1-0  | 1-1  | 2-0  | 1-0  | 2-0  | 0-0  | 3-0  | 0-1  | 2-1  | 0-2  | –––– | 1-1  | 1-1  | 1-2  | 1-2  | 2-1  | 2-2  |
| Orceana               | 2-0  | 0-1  | 3-1  | 1-2  | 3-2  | 3-0  | 0-0  | 0-2  | 1-0  | 1-4  | 0-3  | 1-1  | –––– | 3-1  | 3-1  | 2-1  | 2-2  | 0-1  |
| Rovato Vertovese      | 3-0  | 0-2  | 1-0  | 1-1  | 4-1  | 2-0  | 3-1  | 4-0  | 1-2  | 2-1  | 1-0  | 2-0  | 1-1  | –––– | 3-0  | 4-1  | 2-0  | 3-0  |
| Scanzorosciate        | 0-0  | 0-0  | 2-1  | 2-0  | 2-0  | 3-0  | 1-1  | 3-0  | 4-1  | 4-3  | 0-0  | 1-0  | 5-0  | 0-1  | –––– | 1-0  | 2-0  | 2-0  |
| Soncinese             | 4-2  | 5-2  | 1-2  | 0-1  | 1-1  | 1-0  | 2-2  | 1-0  | 1-0  | 2-2  | 0-1  | 0-2  | 1-2  | 1-1  | 1-0  | –––– | 2-0  | 2-0  |
| Soresinese            | 1-2  | 1-0  | 0-2  | 3-0  | 0-3  | 2-1  | 0-1  | 0-1  | 1-0  | 0-2  | 0-1  | 0-1  | 0-1  | 1-3  | 0-1  | 0-2  | –––– | 2-1  |
| Valcalepio            | 1-4  | 1-0  | 0-2  | 1-2  | 0-0  | 0-0  | 1-1  | 1-1  | 3-0  | 0-2  | 1-1  | 1-3  | 1-1  | 1-1  | 1-2  | 1-0  | 0-0  | –––– |

### Spareggi

#### Play-off
Lo Scanzorosciate è ammesso direttamente ai play-off nazionali per distacco superiore a 9 punti nei confronti del Carpenedolo.

#### Play-out
Valcalepio e Soresinese sono retrocesse direttamente per distacco superiore a 6 punti nei confronti, rispettivamente, di Castiglione e Darfo Boario.